# Zizhongosaurus
Zizhongosaurus („Ještěr z okresu C’-čung“) byl poměrně malý, vývojově primitivní sauropodní dinosaurus z čeledi Vulcanodontidae. Žil v období spodní jury (geologický věk aalen až bajok, asi před 183 až 175 miliony let) na území dnešní jižní Číny (provincie S’-čchuan).

## Objev a popis
Typový druh Z. chuanchengensis byl formálně popsán paleontologem Tung Č’-mingem a jeho dvěma kolegy v roce 1983. Tři popsané fosilní exempláře nesou označení V9067.1 (dorzální obratel), V9067.2 (kost pažní) a V9067.3 (kost stydká). Pravděpodobně jsou všechny tyto kosterní elementy součástí jediné původní kostry. Tento sauropod dosahoval délky asi 9 metrů.

## Zařazení a další druh
V roce 1999 byl popsán údajný další druh tohoto rodu, Zizhongosaurus huangshibanensis. Dosud však nebyl formálně popsán a dnes je považován za nomen nudum. Zizhongosaurus byl původně řazen do čeledi Cetiosauridae, dnes spadá do zmíněné čeledi Vulcanodontidae. Byl tedy příbuzným rodů Vulcanodon nebo Barapasaurus. Vzhledem k nekompletnosti dochovaného fosilního materiálu však bývá označován za nomen dubium.